# María del Pilar Ayuso González
María del Pilar Ayuso González (* 16. Juni 1942 in Badajoz) ist eine spanische Politikerin der Partido Popular.
Ayuso erwarb den Titel der Agraringenieurin und an einer Diplomatenschule das Diplom in Europäischen Gemeinschaften. Sie war rund drei Jahrzehnte als Forscherin und Forschungsleiterin am Nationalen Institut für Agrarforschung tätig. Bei der PP leitete sie die Geschäftsstelle der Nationalen Kommission für landwirtschaftliche Studien. Von 1991 bis 1999 gehörte sie dem Parlament der Autonomen Gemeinschaft Kastilien-La Mancha an. In dieser Zeit war sie zugleich Beraterin für Landwirtschaft und Umwelt der PP-Fraktionen im Congreso de los Diputados und im Senat sowie Generaldirektorin der Abteilung Ernährung im spanischen Ministerium für Landwirtschaft, Fischerei und Ernährung. Seit 1999 gehört sie dem Europäischen Parlament an.